# PTEN

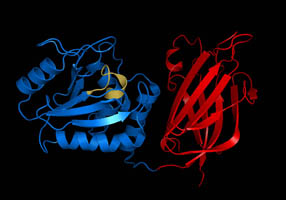
Struktura białka PTEN

PTEN (ang. phosphatase and tensin homolog deleted on chromosome ten, MMAC1, mutated in multiple advanced cancers 1) – ludzkie białko kodowane przez gen supresorowy PTEN zlokalizowany na długim ramieniu chromosomu 10 (locus  10q23.31). 

## Funkcja
Gen PTEN należy do genów supresorowych, co oznacza, że jego białkowy produkt jest zaangażowany w regulację cyklu komórkowego. Białko PTEN jest fosfatazą, której funkcją jest odłączanie reszt fosforanowych od cząsteczek lipidów błony komórkowej. Działa też jako fosfodiesteraza i inhibitor szlaku kinazy Akt, katalizując reakcję odłączenia grupy 3'-fosforanowej od (3,4,5)-trifosforanu fosfatydyloinozytolu. Cząsteczka białka PTEN zawiera osobne domeny o aktywności fosfatazy i domenę wiążącą do błony komórkowej (domena C2).

Gdy białko PTEN działa prawidłowo, szlak sygnalizacyjny w którym pośredniczy prowadzi do zatrzymania podziału komórki i inicjacji apoptozy. Część doniesień sugeruje rolę PTEN w migracji i adhezji komórek. 

## Rola w patologii
Mutacje w genie PTEN prowadzące do powstania nieprawidłowej cząsteczki białka stwierdzono w zespole Cowden. Dotąd zidentyfikowano około 70 różnych mutacji w tym genie u pacjentów z tą rzadką chorobą. Nieprawidłowo funkcjonujące białko PTEN nie zapobiega podziałom komórek, co prowadzi do ich niekontrolowanej proliferacji i wzrostu guzów, szczególnie w sutku, tarczycy i macicy.
Inne choroby w których postuluje się rolę genu PTEN to zespół Bannayana-Rileya-Ruvalcaby i zespół Proteusza. Charakteryzują się one wzrostem nienowotworowych guzów, określanych jako hamartoma; stąd nazwa tej grupy chorób, zespoły guzów hamartomatycznych związane z mutacjami PTEN (PTEN hamartoma tumor syndromes, PHTS).
Nieodziedziczone (somatyczne) mutacje w genie PTEN wydają się odgrywać rolę w rozwoju różnego typu nowotworów, m.in. glejaka wielopostaciowego i wczesnego raka endometrium.